# Ajtony
Ajtony (Ahtum, Ohtum) – książę Banatu na przełomie X i XI wieku.
Około 1002 r. księstwo Ajtonya rozpościerało się między rzekami Dunaj i Temesz i w dorzeczu Maruszy. Stolica księstwa był Maroszwar na Maroszą, dzisiejszy Cenad położony Rumunii.
Informacje o księciu Ajtony pochodzą zasadniczo z dwóch źródeł – z łacińskiej kroniki Gesta Hungarorum anonimowego autora z początku XIII wieku i Legendy o świętym Gerardzie (Sancti Gerardi) z końca XIV wieku. Wynika z nich, że był on potomkiem innego lokalnego władcy – Glada, wzniósł w Maroszwarze prawosławny monastyr pod wezwaniem świętego Jana Chrzciciela, dysponował silną armią i toczył wojny z węgierskim królem Stefanem I.

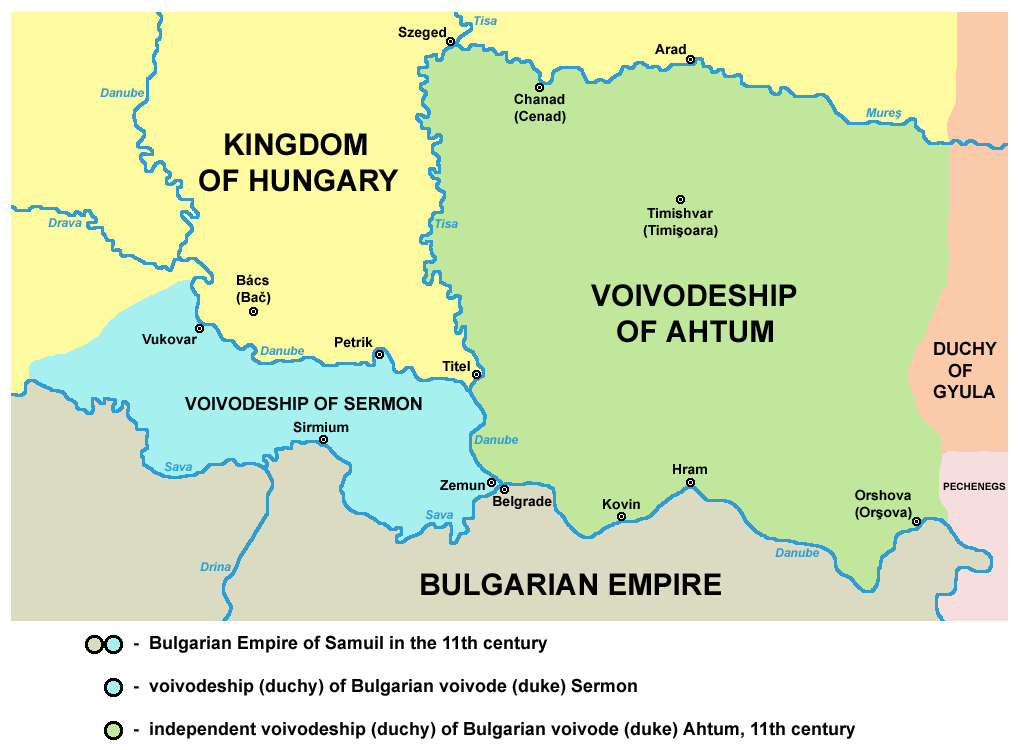
Księstwo Ajtonya

W sprawie przynależności etnicznej księcia Ajtonya i charakteru jego księstwa istnieje kilka hipotez. Według dominującej teorii był jednym z trzech (obok Kalana i Gyuli Młodszego) wodzów węgierskich zarządzających wielkimi prowincjami, na które pierwotnie podzielili swe państwo władcy węgierscy. Według historyków rumuńskich i mołdawskich księstwo Ajtonya było jednym z pierwszych samodzielnych państw wołoskich. Wreszcie wedle trzeciej hipotezy wysuniętej przez historyków bułgarskich Ajtony mógł być Bułgarem. Historycy ci nie są jednak zgodni, czy ziemie jego wchodziły w skład państwa bułgarskiego czy też Ajtony był władcą samodzielnym.
Niewątpliwie ziemie księstwa znajdowały się w zasięgu penetracji węgierskiej już w X wieku. W połowie tego stulecia Nizina Panońska i Siedmiogród stanowiły konglomerat mniej lub bardziej samodzielnych księstw węgierskich. W 953 roku władający ziemiami położonymi na wschód od księstwa Ajtonya książę Gyula Starszy przyjął chrzest w Konstantynopolu. Ajtony również sprzyjał wschodniemu chrześcijaństwu, otaczał opieką prawosławnych kapłanów, a  w stolicy swego księstwa wzniósł prawosławny monaster. Przyjmuje się, że pragnąc zachować niezależność szukał przeciw władcy węgierskiemu, podobnie jak książę Gyula, oparcia na wschodzie i w tym celu zawarł przymierze z carem bułgarskim Samuelem. Istnieje hipoteza, że pierwsza żona syna Samuela Gabriela Radomira była córką księcia Ajtonya, a nie władcy Węgier
W 1002 roku cesarz bizantyński Bazyli II obległ leżący na północnym krańcu państwa bułgarskiego Widyń. Próbując przeciwdziałać zagrożeniu car zaatakował ziemie cesarstwa, najeżdżając Trację. Z trudności cara skorzystał król węgierski Stefan I atakując ziemie księcia Ajtonya. Jednocześnie mszcząc zniewagę córki, którą syn carski porzucił dla greckiej niewolnicy i podporządkowując sobie ziemie opornego poddanego. Ajtony zginął w bitwie z Węgrami. Jego ziemie zostały włączone do królestwa węgierskiego i ze względu na separatystyczne tendencje dotychczasowych zarządców prowincji podzielone na mniejsze komitaty. Król wygnał też z Maroszwaru księży greckich i mnichów z monasteru świętego Jana Chrzciciela. A miasto przemianował na Csanad. W 1030 roku erygował biskupstwo Csanad